# Brindisi
Brindisi este o comună din provincia Brindisi, regiunea Apulia, Italia, cu o populație de 82.694 locuitori (1 ianuarie 2023) și o suprafață de 332,98 km².

## Demografie
Brindisi - evoluția demografică

|  | Graficele sunt indisponibile din cauza unor probleme tehnice. Mai multe informații se găsesc la Phabricator și la wiki-ul MediaWiki. |

Date: Recensăminte sau birourile de statistică - grafică realizată de Wikipedia

## Personalități
- Laurențiu de Brindisi (1559-1619), sfânt catolic
- Flavia Pennetta (n. 1982), jucătoare de tenis